# Aloesowate
Aloesowate (Aloaceae Batsch) – rodzina roślin jednoliściennych, która wyróżniana była w różnych systemach klasyfikacyjnych okrytonasiennych, nawet jeszcze w latach 90. XX wieku (np. system Reveala z lat 1994-1999). Badania molekularne wykazały, że aloesowate stanowią w istocie jedną z linii rozwojowych w obrębie kladu (rodziny) złotogłowowatych Asphodelaceae i obecnie włączane są do nich w randze podrodziny Aloideae (system APG II 2003, Angiosperm Phylogeny Website 2001..., system Reveala 2007).

## Systematyka
Pozycja w systemie APG II (2003) i APweb (2001...)
Klad okrytonasienne, klad jednoliścienne (monocots), rząd szparagowce (Asparagales), rodzina złotogłowowate (Asphodelaceae), podrodzina Aloideae.
Pozycja rodziny w systemie Reveala (1994-1999)
Gromada okrytonasienne (Magnoliophyta Cronquist), podgromada Magnoliophytina Frohne & U. Jensen ex Reveal, klasa jednoliścienne (Liliopsida Brongn.), podklasa liliowe (Liliidae J.H. Schaffn.), nadrząd Lilianae Takht., rząd agawowce (Agavales Hutch.), rodzina aloesowate (Aloaceae Batsch). Od 2007 Reveal włącza aloesowate do rodziny złotogłowowatych Asphodelaceae analogicznie do systemu APG II i APweb.
Wykaz rodzajów według Crescent Bloom
- Aloe L. (syn. Chamaealoe A. Berger – aloes
- Gasteraloe Guillaumin (syn. Gastrolea E. Walther)
- Gasterhaworthia G.D. Rowley
- Gasteria Duval – gasteria
- Haworthia Duval (syn.: Apicra Willd., Astroloba Uitewaal, Chortolirion A. Berger) – haworsja, haworcja
- Kniphofia Moench – trytoma
- Lomatophyllum Willd.
- Poellnitzia Uitewaal